# Don Johnston
Donald James Johnston (Ottawa, 26 de junio de 1936-5 de febrero de 2022) fue un diplomático, político y abogado canadiense. Fue secretario general de la Organización para la Cooperación y el Desarrollo Económicos (OCDE) de 1996 a 2006.

## Biografía
Donald Johnston nació en Ottawa, Ontario. Asistió a la Universidad McGill recibiendo su BA y graduándose como Medallista de Oro de la Facultad de Derecho de la Universidad en 1958, recibiendo su BCL. En 1958, Johnston prosiguió sus estudios avanzados en economía y ciencias políticas en Grenoble.
En 1961, se incorporó al bufete de abogados Stikeman Elliott, con sede en Montreal, donde ejerció el derecho comercial y fiscal. En 1973, fue socio fundador de Johnston Heenan Blaikie, junto con Roy Heenan y Peter Blaikie. De 1964 a 1977, fue profesor de derecho fiscal en la Facultad de Derecho de la Universidad McGill.

## Trayectoria política
Johnston fue elegido por primera vez para la Cámara de los Comunes de Canadá en una elección parcial de 1978 en Westmount en Montreal, Quebec, como candidato del Partido Liberal de Canadá. Como miembro del gabinete del Primer Ministro Pierre Trudeau de 1980 a 1984, Johnston ocupó sucesivamente los cargos de Presidente de la Junta del Tesoro, Ministro de Estado de Ciencia y Tecnología y Ministro de Estado de Desarrollo Económico y Regional.
Cuando Trudeau anunció su retiro en 1984, Johnston se postuló para sucederlo como líder liberal y primer ministro en la convención de liderazgo liberal de ese año. Johnston quedó tercero en un campo de siete, detrás de John Turner y Jean Chrétien. Johnston se desempeñó como ministro de Justicia y fiscal general en el breve gobierno de Turner hasta su derrota en las elecciones federales de 1984.
En oposición, Johnston y Turner se dividieron sobre el tema del Acuerdo de Libre Comercio entre Canadá y Estados Unidos y el Acuerdo de Meech Lake: en un intento por reconciliar el grupo liberal dividido sobre esos temas, Turner decidió apoyar el Acuerdo y oponerse al libre comercio. Johnston se opuso al Acuerdo y por el libre comercio, y el 18 de enero de 1988, renunció a la bancada liberal para sentarse como un "liberal independiente" hasta que se retiró del Parlamento cuando se convocaron las elecciones generales de 1988.
Johnston regresó al redil Liberal en 1990, después de la renuncia de Turner como líder, y sirvió dos mandatos como presidente del Partido Liberal de Canadá de 1990 a 1994, viendo al partido a través de su victoria en las elecciones generales de 1993.

### Secretario general de la OCDE
En 1994, el gobierno del primer ministro Jean Chrétien propuso a Johnston para el cargo de secretario general de la OCDE. Johnston fue elegido para el cargo en noviembre de 1994 por los gobiernos miembros de la organización.
Como el primer no europeo en ocupar este prestigioso puesto, Johnston comenzó su mandato en 1996 y fue elegido para un segundo mandato en 2001. Durante su administración, la OCDE representó a 30 de las economías nacionales más avanzadas y amplió su participación a más de 70 no miembros, con programas de países especiales para Rusia, China, Brasil e India. Si bien la OCDE es un foro para cuestiones de política macroeconómica, también se ocupa de prácticamente todas las cuestiones estructurales subyacentes, incluidos los mercados financieros, el comercio y la inversión, los impuestos y la gobernanza empresarial.
Bajo la dirección de Johnston, la OCDE tomó el liderazgo mundial en el establecimiento de los Principios de Gobierno Corporativo (ahora el estándar mundial) y revisó las Directrices para Empresas Multinacionales, la base de lo que ahora se conoce como responsabilidad social corporativa. La Organización también defendió la corrección de las prácticas fiscales nocivas internacionales y la armonización internacional de la política de competencia, mientras que al mismo tiempo fomentaba el desarrollo sostenible, que Johnston presentó a la OCDE poco después de su llegada. También creó la Dirección de Educación, que introdujo el Programa de Evaluación Internacional de Estudiantes (PISA), ahora la principal referencia para las comparaciones educativas internacionales.
Las recomendaciones de la OCDE en estas áreas han sido fundamentales para permitir que los países se adapten estructuralmente a los desafíos de la globalización mientras maximizan sus beneficios para sus economías. Johnston renunció a su cargo en la OCDE el 31 de mayo de 2006.